# Ronde van de Toekomst 2005
De Ronde van de Toekomst 2005 (Frans: Tour de l'Avenir 2005) werd gehouden van 1 tot en met 10 september in Frankrijk.

## Etappe-overzicht
| etappe | datum        | start                      | finish                     | afstand (km) | winnaar               | klassementsleider |
| ------ | ------------ | -------------------------- | -------------------------- | ------------ | --------------------- | ----------------- |
| 1e     | 1 september  | Argentré-du-Plessis        | Argentré-du-Plessis        | 141          | Lars Ytting Bak       | Lars Ytting Bak   |
| 2e     | 2 september  | Argentré-du-Plessis        | Sainte-Scolasse-sur-Sarthe | 173          | Tyler Farrar          | Lars Ytting Bak   |
| 3e     | 3 september  | Sainte-Scolasse-sur-Sarthe | Sassay                     | 203          | Borut Božič           | Borut Božič       |
| 4e     | 4 september  | Sassay                     | Chauvigny                  | 151          | Koen de Kort          | Borut Božič       |
| 5e     | 5 september  | Leignes-sur-Fontaine       | Montmorillon               | 22 (it)      | Christian Müller      | Borut Božič       |
| 6e     | 6 september  | Chauvigny                  | Guéret                     | 144          | Jesús Del Nero Montes | Lars Ytting Bak   |
| 7e     | 7 september  | Guéret                     | Mauriac                    | 148          | Alexander Gottfried   | Lars Ytting Bak   |
| 8e     | 8 september  | Aurillac                   | Aurillac                   | 159          | Bradley Wiggins       | Lars Ytting Bak   |
| 9e     | 9 september  | Maurs                      | Carmaux                    | 146          | Carl Ludovic Naibo    | Lars Ytting Bak   |
| 10e    | 10 september | Blaye-les-Mines            | Blaye-les-Mines            | 146          | Sébastien Minard      | Lars Ytting Bak   |

## Eindklassementen

### Algemeen klassement
| rang | renner               | land       | tijd        |
| ---- | -------------------- | ---------- | ----------- |
| 1    | Lars Ytting Bak      | Denemarken | 34u 54' 21" |
| 2    | Christophe Riblon    | Frankrijk  | op 0' 59"   |
| 3    | Asan Bazajev         | Kazachstan | op 1' 06"   |
| 4    | Maxime Monfort       | België     | op 1' 13"   |
| 5    | Denis Kostyuk        | Oekraïne   | op 1' 14"   |
| 6    | Éric Berthou         | Frankrijk  | op 1' 17"   |
| 7    | William Walker       | Australië  | op 1' 18"   |
| 8    | Matija Kvasina       | Kroatië    | op 1' 27"   |
| 9    | Leonardo Fabio Duque | Colombia   | op 1' 32"   |
| 10   | Pieter Mertens       | België     | op 1' 33"   |